# Сан-Фелікс (Уругвай)
Сан-Фелікс (ісп. San Félix) — населений пункт, розташований на південному заході департаменту Пайсанду, Уругвай, на березі річки Уругвай. Тут знаходиться аеропорт департаменту Пайсанду. Станом на 2000 рік тут проживало 1166 осіб.
| Уругвай | Це незавершена стаття з географії Уругваю. Ви можете допомогти проєкту, виправивши або дописавши її. |